# Chiesa di San Giovanni Battista (Siena)
La chiesa di San Giovanni Battista, detta anche Oratorio dei Tredicini, è una chiesa di Siena situata nel Casato di Sotto. È l'oratorio della Nobile Contrada dell'Aquila.

## Storia e descrizione
La chiesa fu fondata nel 1629 dalla Congregazione laicale dei Tredicini, cosiddetta perché instaurata da tredici nobili devoti agli apostoli. Architetto ne fu Flaminio Del Turco. Dal 1787 fu concessa in uso alla Nobile Contrada dell'Aquila, in seguito alle soppressioni leopoldine.
Nella facciata a capanna in mattoni, restaurata a più riprese, si aprono un portale dal timpano spezzato ed una finestra rettangolare.
L'interno, dalla pianta ellittica, è contraddistinto da tre altari in marmo e stucco e da una raffinata decorazione con testine angeliche che spartisce la volta absidale. Gli altari sono corredati da tele dovute ad alcuni pittori senesi seicenteschi, quali Astolfo Petrazzi (1638), Domenico Manetti (1643) e Bernardino Mei (1653). Da segnalare sull'altare maggiore, esposta entro una macchina lignea dorata della prima metà del Settecento, la venerata tavola raffigurante la Madonna col Bambino, denominata Madonna del Latte, opera moderna di Francesco Brogi (1866).